# Strood
Ne doit pas être confondu avec Stroud.
Strood est une localité située dans l'autorité unitaire de Medway dans le comté du Kent en Angleterre. Elle se trouve sur la rive nord-ouest du fleuve Medway à sa partie la plus basse et appartient de fait à la ville de Rochester, qui s'étend de l'autre côté de ce fleuve.

## Personnalités
Anne Pratt (1806-1893), botaniste, est né à Strood. Elle a écrit plusieurs livres couvrant un large éventail de sujets botaniques.
Charles Roach Smith (1806-1890) archéologue amateur, est mort a Strood. Il est né à Shanklin sur l'Île de Wight.